# Schizonella subtrifida
Schizonella subtrifida är en svampart som beskrevs av Ellis & Everh. 1890. Schizonella subtrifida ingår i släktet Schizonella och familjen Anthracoideaceae.   Inga underarter finns listade i Catalogue of Life.